# HD 181019
HD 181019，又名CP-68 3218，SAO 254551、HR 7320，是一颗恒星，视星等为6.34，位于銀經327.36，銀緯-28.06，其B1900.0坐标为赤經19h 13m 39.6s，赤緯-68° -28.06′ 32″。